# يوم العلم السعودي
يوم العلم هو مناسبة وطنية تحتفل بها المملكة العربية السعودية بالعلم السعودي، إذ جاء الأمر الملكي في عام 2023، بأن يكون يوم 11 مارس من كل عام يوماً خاصاً بالعلم.
واختير يوم 11 مارس يوماً للعلم السعودي وهو اليوم الذي أقر فيه الملك عبد العزيز آل سعود العلم السعودي بشكله الذي نراه اليوم ويوافق 27 ذي الحجة 1355هـ / 11 مارس 1937م. كما يشير العلم السعودي إلى التوحيد والعدل والقوة والنماء والرخاء.

## تاريخ العلم السعودي
عُرفت راية الدولة السعودية الأولى قديماً بأنها كانت خضراء مشغولة من "الخز" و"الإبريسم"، وكتب عليها شهادة التوحيد (لا إله إلا الله محمد رسول الله)، وكانت معقودة على سارية بسيطة.
استمرت هذه الراية في عهد المؤسس الأول الإمام محمد بن سعود وابنه الإمام عبدالعزيز بن محمد وابنه الإمام سعود بن عبدالعزيز وابنه الإمام عبدالله بن سعود.
علم المملكة العربية السعودية اليوم هو نفس الراية والبيرق الذي كان يحمله جُند الدولتين السعودية الأولى والثانية منذ نشأتهما، وهو عبارة عن قطعة من القماش الأخضر خُط في منتصفها بخط واضح (لا إله إلا الله محمد رسول الله)، وتحت العبارة رُسِمَ سيف يرمز إلى القوة.
التزاماً بمواصفات معينة لأطوال العَلم السعودي، نصت التعليمات على أن يكون مستطيل الشكل، عرضه يساوي ثلثي طوله، ولونه أخضر، يمتد من السارية إلى نهاية العلم، وتتوسطه شهادة التوحيد (لا إله إلا الله محمد رسول الله) وأسفلها سيف مسلول، تتجه قبضته إلى القسم الأدنى من العلم.

## الأهمية
يوم العلم هو رمز للعدل والقوة والسيادة، وشاهد على توحيد السعودية على يد المؤسس الملك عبد العزيز بن عبد الرحمن آل سعود، وسيرة من شاركوا في حملات التوحيد التي خاضتها الدولة السعودية.

## الإعلان عن يوم العلم السعودي
في 11 مارس 1937، أصدر الملك عبد العزيز أمره بالموافقة على قرار مجلس الشورى رقم "354"، الذي أقر فيه مقاس العَلَم السعودي وشكله الذي نراه اليوم، ومن هنا، نص الأمر الملكي الذي أصدره الملك سلمان بن عبد العزيز على "أن يكون يوم 11 مارس من كل عام يومًا خاصًّا بالعَلم، باسم (يوم العلم).

## وصف العلم السعودي
يوصف العلم السعودي بأنه مستطيل الشكل عرضُه يُساوي ثُلثي طوله، ولونه أخضر ممتد من السارية إلى نهاية العَلَم، تتوسطه الشهادة (لا إله إلا الله محمد رسول الله)، وسيف مسلول، تتجه قبضتُه إلى القسم الأدنى من العَلَم، وتُرسم الشهادة والسيف باللون الأبيض، وبصورة واضِحة من الجانبين.

## الفعاليات
تنظِّم كلٌّ من وزارة الثقافة، وهيئة تطوير بوابة الدرعية، وجهات سعودية، فعالياتٍ ثقافيةً وفنيةً متنوعة، في ساحة العدل بالرياض، وتشمل عروضًا مسرحيةً، ومعرضًا يحاكي تطور العَلَم والتسلسل الزمني له، وتعرّف برموزه ودلالاته، وترسي الارتباط الوثيق بين المواطن وعلم البلاد.
في 11 مارس 2024م أطلقت دارة الملك عبد العزيز صفحةً خاصةً بـ «يوم العَلَم» في موقعها الإلكتروني، وتضم الصفحة معلومات، وتصاميم تعليمية تتعلق بيوم العلم، كما تضمنت معلومات عن مراحل تطور العَلَم السعودي، وتوضيحاً لرموزه.

## روابط خارجية
- الموقع الرسمي